# 照井公基
照井 公基（てるい こうき、1965年12月2日 -）は、米国の弁護士（アリゾナ州）、日米の実業家。ダグズ・グループ（本社・宮古島市）の創業者でありオーナー。
宮古島の観光名所ともなっているハンバーガー店「ダグズ・バーガー」の「ダグズ」は、米国帰化時のミドルネームである「ダグラス（Douglas）」に由来する。愛称は「ダグさん」。

## 人物
東京都杉並区荻窪出身。10代で渡米してカナダの全寮制の高校でいきなり欧米文化の洗礼を浴びる。1996年にNASDAQ上場企業のソニック・ソルーションズ（本社・サンフランシスコ地区）に入社。ソニック・ソルーションズはルーカスフィルムのオーディオ部門が1986年にスピンオフした会社であり同時期にスピンオフした映像部門が後のピクサー・アニメーション・スタジオ。ソニック・ソルーションズはCD・DVD・BDなどの光ディスク用のソフトウエアを開発・発売していた会社で最も有名なソフトウエアはアップル・マッキントッシュ向けの「トースト」であった。2011年にROVI（現TIVO）に約740億円で吸収合併された際に創業グループと共に引退。その後2011年に株式会社ダグズ・バーガーを創業。同時期に法律・経営コンサルタント業の個人事務所も設立。
愛犬家である。宮古島の保護犬シェルターから引き取った愛犬ダグちゃんはツイッターやインスタグラムに度々登場している。宮古島の保護犬シェルターの年間予算をスポンサーしており、シェルターのボランティアの人件費をカバーするためにApple社のAirTagを内蔵したカラー（首輪）をデザイン・開発して2022年4月27日にツイッター とFacebookにて発表。「Doug’s Lost Dog Prevention AirTag Dog Collar （ダグズ・迷子犬防止用AirTag内蔵・カリフォルニアライセンスプレート風名札付き・首輪）」と命名している。2022年6月1日から発売。
大の飛行機好きでもある。自家用機のメーカー名はシーラス・エアクラフト。飛行機の話や写真も頻繁にXとInstagramにアップされている。有視界飛行方式に加えて計器飛行証明のライセンスも保有している。
もう一つの趣味はマグロ釣り。現在ビジネスを展開している宮古島との出会いもマグロ釣りだったと述べている。

## 経歴
1984年　Park View Adventist Academy卒。
1990年　カリフォルニア州立大学・国際経営学部卒。
1995年　パシフィック大学 – McGeorge School of Law 法学博士課程卒。
1996年　ソニック・ソルーションズへ入社し2006年には同社日本法人の代表取締役も兼務する。
2011年　ソニック・ソルーションズの売却に伴い引退後同年5月に株式会社ダグズ・バーガーを創業する。現在ではダグズ・バーガーのみならずダグズ・コーヒー、ダグズ・グリルや芳野商店（居酒屋）などの13店舗を展開している。
2022年　代替肉製造ベンチャー企業のNextMeats社の米国法人であるNext Meats USA社CEOを辞任。
2023年　株式会社挽肉と米の海外担当執行役員兼海外担当顧問弁護士に就任。
2024年　沖縄と横浜に本社を置くマギー株式会社の非常勤執行役員兼CSOに就任。

## ダグズ・グループ
2011年　沖縄県宮古島市で創業。
2020年　新型コロナの影響により「ダグズ・バーガー 博多駅店」を8月31日をもって閉店。
2021年　3月2日に居酒屋事業に参入。「芳野商店 宮古島本店」を開店。
2022年　5月6日にグループ12店舗目となる「ダグズ・バーガー 池間島店」を7月12日に開店すると発表。
2022年　5月9日に新型コロナの影響により「ダグズ・バーガー 台中店」を4月30日をもって閉店したと発表。
2022年　5月12日に熊本県の特産物であるあか牛を素材とした新ブランド「ダグズ・バーガー（RED）」を熊本県阿蘇郡に7月9日に開店すると発表。「あか牛」なので「RED」と命名。
2022年　5月20日にダグズ・グループの新業態であり13店舗目となる「ダグズ・ダイナー ＆ バー」を宮古島のHOTEL LOCUS内に6月19日に開店すると発表。
2023年　4月2日にJoin-in Group社と共に中国に進出すると発表。後にそれが深圳市だと判明。
2023年　6月16日には麻布 鮨心と協業して宮古島で初となる江戸前寿司居酒屋「芳野商店 x 鮨心」を開店。
2023年　12月2日に「芳野商店 深圳インタウン旗艦店」を開店。
2023年　12月10日に「芳野商店 深圳シティハブ2号店」を開店。
2024年　4月1日にベトナムダナン市においてラーメン店の買収を完了して8月2日から「麺屋 芳野商店 ダナン店｣として営業すると発表。
2024年　8月をもって前年から協業していた麻布 鮨心との関係を解消して店名を「芳野商店」に戻す。
2025年　1月をもって深圳市での事業から撤退。
2025年　2月28日をもって空港などで販売されていた塩おかき事業から撤退。
2025年　3月31日をもって「ダグズ・ダイナー ＆ バー」の事業から撤退。
2025年　4月2日にベトナムダナン市における２号店として「居酒屋 芳野商店 ダナン店」を開業。この時点で日本国内11店舗、海外（ベトナム）2店舗となる。

## コラム執筆
オキナワグラフ「An American in Myaku」2021年4月号 - 2023年3月号